# Daniel Schwaab
Daniel Schwaab (født 23. august 1988 i Waldkirch, Vesttyskland) er en tysk fodboldspiller, der spiller som forsvarsspiller hos PSV Eindhoven i Holland. Han har tidligere spillet for VfB Stuttgart, SC Freiburg og Bayer Leverkusen.

## Landshold
Schwaab har endnu ikke optrådt for Tysklands A-landshold, men har siden 2007 optrådt adskillige gange for landets U-21 hold.